# Nagy svájci havasi kutya
A nagy svájci havasi kutya nagytestű svájci kutyafajta, a négy svájci pásztorkutyafajta legnagyobbika.

## Története
Minden valószínűség szerint őse a rómaiak által a svájci Alpokba behozott, azóta már kihalt tibeti masztiff, mely a molosszer típusú kutyák ősének tekinthető. Maga a fajta a kantonokban az 1500-as években jelent meg, azonban hosszú ideig nem különült el a berni pásztorkutyától. Dr. Albert Heim, a svájci pásztorkutyák pártfogója, a nagy svájci havasi kutyákat is a szárnyai alá vette, a hivatalos tenyésztés az 1910-es években indult el, az első hivatalos fajtaleírást pedig 1932-ben fogadták el. Azóta a fajta népszerűsége ha lassan is, de növekszik, bár hazájában sem túl gyakori, nálunk pedig kifejezetten ritka.

## Testfelépítés
Hátvonala mérsékelten hosszú, erős és vízszintes, a marja magas és hosszú. Hosszú és széles lágyéka enyhe ívben hajlik lefelé. A viszonylag bozontos farok nyugalomban lelóg, és ilyenkor a csánkjáig ér. Járás közben megemelkedik, de ilyenkor sem kunkorodhat fel, és nem emelkedhet a háta fölé sem. Hasa enyhén felhúzott és nem túlzottan lekerekített. Mellkasa széles, mély és szépen ívelt. A testhez simuló, izmos vállak hosszúak és ferdén állnak. Izmos lábain jól kirajzolódnak az ízületek. Mancsai erősek, előrenézők, az ujjak szorosan záródnak. A farkaskarmokat el kell távolítani. Erős nyaka mérsékelten hosszú, laza lebernyeg nem lehet rajta. Feje erős, de nem túlzottan busa. A koponya lapos, a szemek közti barázda sekély. A stop gyenge. A közepes nagyságú, háromszögletű fülek magasan tűzöttek, a fej mellett lógnak. A mérsékelten nagy szemek nem lehetnek sem kidülledők, sem mélyen ülők, a szemhajléknak szorosan kell záródni. A nagy svájci pásztorkutya harapása ollószerű. A fajta szőrzete durva, drótszerű. A fedőszőrzet szálai mérsékelten hosszúak. Az alapszín mindig fekete, cserbarna és szimmetrikus fehér rajzolattal. A fehér szín az orrcsíkra és az arcorri részre, a mancsokra, a szügyre és a farok hegyére korlátozódik. A cserbarna szín mindig a fekete és a fehér szín között található, kivéve a szemek fölötti cserbarna foltokat, amelyeket fekete szőrzet vesz körül. A nyakon egy fehér folt, illetve fehér gallér még elfogadható. Az orrnak és az ajkaknak feketének kell lenniük, a szemek a mogyoróbarnától a gesztenyebarnáig terjedő színűek lehetnek.

## Jelleme
Nyugodt és kiegyensúlyozott kutya. Barátságos és jó természetű, ugyanakkor kiváló őrkutya is, amely szükség esetén gazdája segítségére siet. Ez természetes adottsága, nem kell tanulnia. A családjával odaadóan viselkedik, idegenek nem tudják megvesztegetni. Szeret dolgozni, és általában eléggé engedelmes. Fiatalabb korában elég hosszú ideig kissé szilaj viselkedésű. Rendszerint csak akkor ugat, ha az feltétlenül szükséges, de ez alól azért vannak kivételek. Általában jól tűri a macskák és egyéb háziállatok társaságát, de ehhez persze megfelelő szocializáció is kell. Más kutyákkal gond nélkül megfér, bár a kan néha nyomatékos módszerekkel jelzi a jelenlétét. Megvédi a család gyermekeit, ha azokat bosszantják. A szívesen látott vendégeket barátságosan fogadja, de azért távolságot tart tőlük. Gazdája távollétében figyelmesen őrzi a házat, de az idegenekhez nem közeledik fenyegetően, és nem is ugatja meg őket. Kifejezetten nagy mozgásigényű, ezért és méretei miatt lakásban tartása nem javasolt.

## Méretei
- Marmagasság: kan: 65–72 cm, szuka: 60–68 cm
- Testtömeg: 58–62 kg
- Táplálékigény: 2500 g/nap
- Alomszám: 5-7 kiskutya
- Várható élettartam: 10-14 év

## Megjegyzés
Nem való bárkinek, annak ellenére sem, hogy nagyon ragaszkodik a gazdájához és családjához. Erős személyisége van, ezért olyan gazdára van szüksége, aki legalább ugyanolyan erős egyéniség. Lehetőséget kell teremteni arra, hogy kiegyensúlyozott módon nőjön fel. Tudnia kell, hol a helye, és elég időt kell kapnia ahhoz, hogy kialakítsa a kötődést a családja tagjaihoz. Mindig igazságosan és persze következetesen kell bánni vele. A goromba módszerek rossz hatással vannak a jellemére. Értelme és nagy munkaszeretete miatt ez az állat sokoldalú és hűséges munkakutyává nevelhető – ha megfelelő gazda foglalkozik vele. Jó teljesítményt nyújthat az engedelmességi próbákon és az egyéb kutyás sportokban is. Mérete és súlya miatt nem alkalmas az olyan sportokra, mint a vadászati gyakorlatok vagy az ügyességi próbák.

## Külső hivatkozások
- Nagy svájci havasi kutya fajtaleírás: erő és intelligencia trikolor bundában
- Long, Claudia, Britt Strader.szerk.: Bánkiné Katona Ilona: Képes kutya enciklopédia, ford. Kállai Tibor, Budapest: Maecenas Kiadó (1993. február 24.). ISBN 963-7425-88-8
- Nagy svájci pásztorkutya.lap.hu – linkgyűjtemény
- Nagy svájci havasi kutya fajtaismertető – Kutya-Tár
- Nagy Svájci Havasi Kutya Kennel